# Świadkowie Jehowy w Czadzie
Świadkowie Jehowy w Czadzie – społeczność wyznaniowa w Czadzie, należąca do ogólnoświatowej wspólnoty Świadków Jehowy, licząca w 2023 roku 912 głosicieli, należących do 23 zborów. W 2023 roku na dorocznej uroczystości Wieczerzy Pańskiej zgromadziło się 4045 osób. Działalność miejscowych głosicieli koordynuje środkowoafrykańskie Biuro Oddziału. Biuro Krajowe mieści się w Ndżamenie.

## Historia

### Początki
W 1959 roku pewien zagraniczny wyznawca udał się w sprawach zawodowych do Fort Lamy (obecna Ndżamena) na terenie dzisiejszego Czadu i przy różnych sposobnościach prowadził rozmowy na tematy religijne. Pięć lat później w Ndżamenie założono pierwszy zbór Świadków Jehowy w Czadzie. W 1967 roku na terenie kraju działało 18 Świadków Jehowy.

### Rozwój działalności
24 kwietnia 1969 roku zarejestrowano działalność w Czadzie. Rok później liczba głosicieli wynosiła 54.
W 1975 roku rząd przymuszał mieszkańców kraju do brania udziału w praktykach opartych na kulcie zmarłych; każdy, kto w nich nie uczestniczył – m.in. Świadkowie Jehowy, mógł być skazany nawet na śmierć. Na skutek nasilającej się wojny domowej w Czadzie, w 1979 roku większość wyznawców – w tym misjonarze, absolwenci Szkoły Gilead – została zmuszona do ucieczki do sąsiednich krajów.
W 1984 roku w czasie wojny domowej zapanował wielki głód i współwyznawcy z innych krajów udzielili pomocy miejscowym Świadkom Jehowy. Pomimo sprzeciwu ze strony Kościoła katolickiego w kraju powstała Sala Królestwa.
W 1992 roku władze potwierdziły legalizację wyznania Świadków Jehowy w Czadzie. Rok później liczba głosicieli osiągnęła 345 osób. W 2007 roku zanotowano liczbę 618 Świadków Jehowy w Czadzie. Na uroczystości Wieczerzy Pańskiej zebrało się 6218 osób. Trzy lata później osiągnięto liczbę 652, a w 2023 roku 911 głosicieli.
Najwięcej głosicieli zamieszkiwało miasta: Ndżamena, Pala, Koumra, Doba, Sarh, Kélo, Lere i Bongor. Zebrania odbywają się w językach: francuskim, lele, mundang, ngambaye i amerykańskim migowym, a kongresy do roku 2019 odbywały się w Salach Królestwa w Ndżamenie, Sarh i Kélo w językach francuskim i lele.